# Ataléia
Ataléia là một đô thị thuộc bang Minas Gerais, Brasil. Đô thị này có diện tích 1838,384 km², dân số năm 2007 là 15078 người, mật độ 8,6 người/km².